# Todor Stoykov
Todor Stoykov (en bulgare : Тодор Стойков), né le 3 mars 1977, à Varna, en Bulgarie, est un joueur bulgare de basket-ball. Il évolue au poste d'arrière.

## Palmarès
- Coupe de Bulgarie 1998, 1999, 2000, 2004, 2006, 2007, 2008, 2011, 2012, 2013